# Pachliopta mariae
Pachliopta mariae är en fjärilsart som först beskrevs av Semper 1874.  Pachliopta mariae ingår i släktet Pachliopta och familjen riddarfjärilar. Inga underarter finns listade i Catalogue of Life.